# Sigla

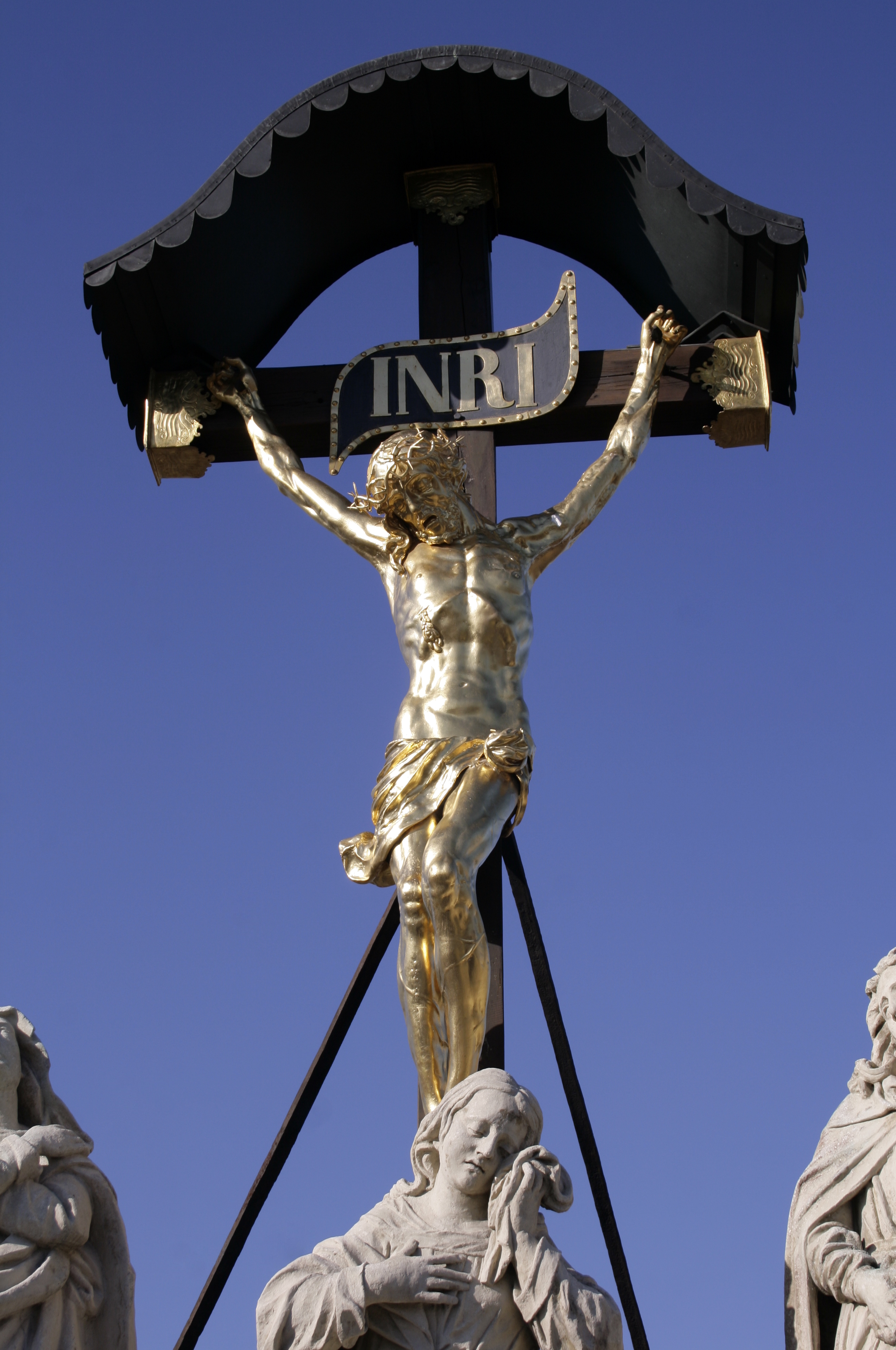
La sigla INRI, Iēsus Nazarēnus, Rēx Iūdaeōrum. Al ser una sigla tan usada, con el tiempo ha adquirido el uso de una palabra de pleno derecho, como en la expresión «para más inri».

Una sigla o siglas es una palabra formada a partir de cada grafema (letra) inicial de los términos principales de una expresión compleja.
Ejemplo de una sigla legítima es ONU (Organización de las Naciones Unidas) porque se ha tomado la inicial de los tres términos principales (organización, naciones y unidas) y no de los secundarios (de y las); términos principales son sustantivos, adjetivos y verbos, mientras que secundarios son los morfemas independientes: determinantes, preposiciones y conjunciones.
Un ejemplo de sigloide que incorpora varios grafemas de un término es RENFE (o ReNFE), Red Nacional de Ferrocarriles Españoles. Un ejemplo de la incorporación de términos secundarios es pyme (o PyME), pequeña y mediana empresa.
A veces, ciertas siglas llegan a convertirse en vocablos comunes. Así, OVNI dejó de ser solo una sigla de «objeto volador no identificado» para transformarse en una palabra común con una grafía distinta: ovni.

## Propiedades

### Escritura
- Las reglas que atañen a la escritura de los grafemas de una sigla son flexibles, porque reflejan el avance del proceso de incorporación de la sigla al lenguaje habitual.

Cuando se compone la sigla, aunque las iniciales de los términos originales lleven acento la sigla nunca la lleva, al contrario que las abreviaturas, puesto que su pronunciación es nueva, y por ello también la sílaba tónica. Tampoco deben tildarse las siglas que, de ser vocablos ordinarios, deberían acentuarse gráficamente según las normas y convenciones vigentes, como CIA, cuya I intermedia debería tildarse de no tratarse de una sigla.
En general una sigla se escribe con mayúsculas, mientras que siglas muy usadas se han incluido como nombre común en los diccionarios (uci, ‘unidad de cuidados intensivos’).
Las siglas que se pronuncian como se escriben solo con la inicial mayúscula si se trata de nombres propios y tienen más de cuatro letras (Unicef, Unesco).
Al contrario que las abreviaturas, las siglas normalmente no llevan puntos abreviativos, pues como suelen deletrearse, su evolución ha tendido a la simplificación extrema y, por consiguiente, a la supresión de elementos superfluos, en este caso el espacio y el punto. Sin embargo, en un texto escrito en mayúsculas, pueden escribirse puntos después de cada letra para así facilitar la comprensión: Ejemplo, BOLETÍN DE LA O.E.A. (Organización de los Estados Americanos).
Sin embargo, dado el nivel de evolución actual de las siglas, puede prescindirse de los puntos abreviativos incluso en estos casos, como se explica en la Ortografía de la lengua española de 2010.

### Pronunciación

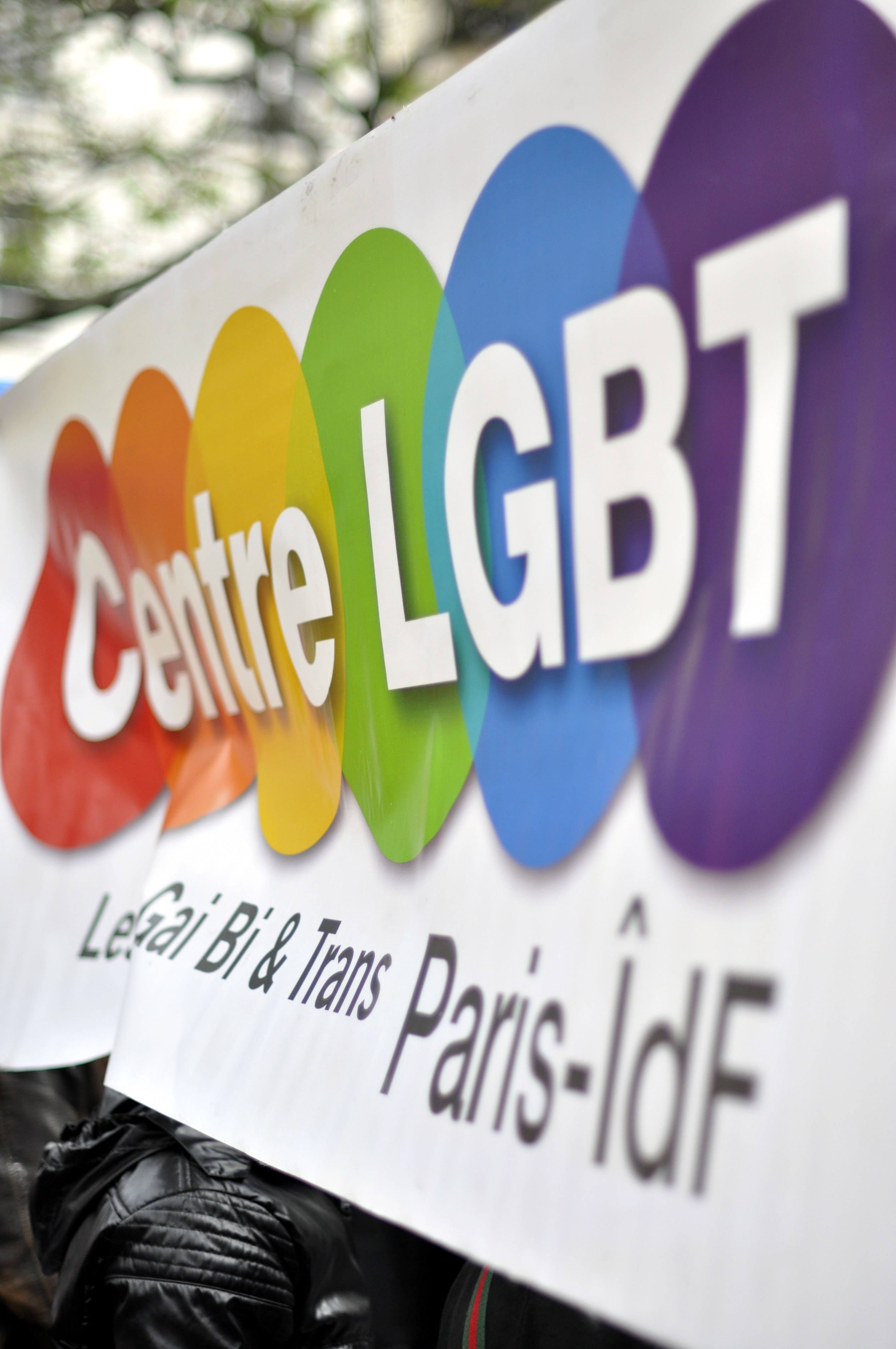
Muchas siglas se pronuncian de forma deletreada, por ejemplo LGBT: «ele ge be te».

Las siglas y sigloides trascienden el lenguaje escrito, es decir, siempre se pueden pronunciar siguiendo su escritura. Por ejemplo, podemos leer ovni pronunciando la sigla, [ov-ni], o desarrollándola (objeto-volador-no-identificado).
Sin contar la pronunciación de la expresión desarrollada, que no es sigla, las siglas tienen dos modos de pronunciación: deletreo y silábica. El deletreo es sencillamente pronunciar el nombre de cada letra (o grafema): ONG (o-ene-ge). La pronunciación silábica es la que lee la sigla como una palabra: JASP (jasp). Esta última surge automáticamente siempre que el hablante sea capaz de pronunciarla según la fonética de su lengua, lo que produce una «sensación de familiaridad». Por ello, procurando que el hablante se sienta cómodo, se crean los sigloides, que integran grafemas con el objetivo de facilitar la pronunciación y evitar el deletreo, deformando el concepto de sigla.
Esta distinción entre pronunciaciones ha llevado a algunos lingüistas a hablar de siglas silábicas (JASP, jasp) y siglas consonánticas (ONG, oenegé), aunque sigue habiendo otros que prefieren recurrir a la palabra «acrónimo» considerando:
- literación (ONG, lectura deletreada, traduciendo el concepto inglés initialism) y
- acrónimo (JASP, pronunciado como una palabra).[3]

La palabra «acrónimo» es de significado sorprendentemente equívoco por la importación solapada de conceptos extranjeros (véase acrónimo).
La pronunciación de la sigla indica su mayor lexicalización, su mayor incorporación al léxico habitual, mayor en las siglas pronunciadas, después en las deletreadas. Por ello, en bastantes casos la extrañeza del significado de una sigla hace que convenga desarrollarla para que el receptor entienda el mensaje; por ejemplo, pocos comprenderían el significado de las siglas PUR, que significa ‘Partido Ucraniano Revolucionario’.

### Lexicalización
La lexicalización es la meta del proceso de incorporación al vocabulario de una sigla. Se da cuando la sigla es considerada como una palabra más por los hablantes, como ovni, radar o sida y sigue las normas gramáticas generales de una lengua. En español, por ejemplo, se tienen en cuenta varios factores para diferenciar las siglas y palabras:
- Plural

Las siglas no tienen plurales gráficos; para evidenciar que una sigla va en plural, en la escritura se usa el artículo: «una ONG, cuatro ONG», aunque en la lengua oral se puede o no pronunciar, [cuatro-oenejés]. En inglés a veces proliferan siglas con la marca de plural escrita, por ejemplo ONGs u ONG’s; que en español se recomienda evitar.
Sin embargo, la lexicalización afecta al plural de las palabras formadas por siglas; un ejemplo de ello es el proceso incompleto de escritura de la sigla de disco compacto: como siglas es «un CD», «dos CD» o, a veces, en una forma desaconsejada por las academias, «dos CDs», mientras que como palabras de pleno derecho es «un cedé», «dos cedés».
La escritura de la pronunciación de una sigla contribuye a su lexicalización.
- Palabras derivadas

Un curioso proceso de la lexicalización de la sigla es la creación de palabras derivadas de ella. Se hace escribiendo su forma pronunciada y añadiendo los morfemas necesarios. A menudo, a pesar de estos derivados la sigla conserva su escritura original. Por ejemplo; «pepero» (‘alguien del PP español’, «cegetista» (‘perteneciente a la CGT argentina’).

### Composición

Bandera de la antigua guerrilla colombiana Movimiento 19 de abril, conocido popularmente por su sigla M-19 o simplemente «El Eme».

En general, los grafemas que componen las siglas suelen ser letras, aunque eso no impide que se formen siglas alfanuméricas, a menudo para fechas como 11-M (‘[atentados] del 11 de marzo’), instituciones como G8 (‘grupo de los ocho [países más influyentes]’) o modelos de una serie, como R5 (‘Renault 5’). En esos casos se habla de numerónimos.

## Valoración
En la actualidad, el proceso de creación de palabras mediante siglas es el más fecundo de la lengua en la comunicación general y en los medios de comunicación en particular.[cita requerida]